# V654 Возничего
V654 Возничего (лат. V654 Aurigae) — поляр, двойная катаклизмическая переменная звезда типа AM Геркулеса (XM) в созвездии Возничего на расстоянии (вычисленном из значения параллакса) приблизительно 2618 световых лет (около 803 парсеков) от Солнца. Видимая звёздная величина звезды — от +20,7m до +19,5m. Орбитальный период — около 2,5 часов.

## Характеристики
Первый компонент — аккрецирующий белый карлик спектрального класса pec(e). Эффективная температура — около 8389 K.